# 尤里诺 (马里埃尔共和国)
尤里诺（羅馬化：Yurino）是俄罗斯马里埃尔共和国的市级镇、尤里诺区行政中心，地处马里埃尔共和国西南部，在共和国首府约什卡尔奥拉西南方。伏尔加河流经该镇南侧，其一支流韦特卢加河在镇东部不远处汇入干流。
该地2021年人口有2,662人；2010年人口3,465；2002年人口4,251；1989年人口5,177。